# Marisela González
Marisela González  (Kolumbia, 1968. december 8. –) kolumbiai színésznő.

## Élete és pályafutása
1968. december 8-án született Kolumbiában. Karrierjét 1990-ben kezdte. 2005-ben a Decisiones című sorozatban játszott. 2011-ben Calixta szerepét játszotta a Csoda Manhattanben című sorozatban. 2013-ban megkapta Francisca Piamonte szerepét a Pasión prohibida című telenovellában.

## Filmográfia
- 2023: El Señor de los Cielos - Eunice Lara "La Felina"
- 2020:  A végzet asszonya (La Doña) - Eunice Lara "La Felina" (Magyarhangja: Zsigmond Tamara)
- 2016 - 2017: El Señor de los Cielos - Eunice Lara "La Felina"
- 2014: En otra piel - Selma Carrasco
- 2013: Pasión prohibida - Francisca Piamonte
- 2012: Grachi 2 - Lolo Estévez
- 2011: Csoda Manhattanben (Una Maid en Manhattan)- Calixta Meléndez (Magyarhangja: Zakariás Éva)
- 2011: Grachi - Lolo Estévez
- 2010: Perro amor - María
- 2010: Elisa nyomában (¿Dónde está Elisa?) - Adriana Castañeda
- 2005: Los reyes - María Eugenia
- 2005: Decisiones - Mercedes
- 2005: Secreto de Cabaret- Mónica/Matadora
- 2004: Prisionera - Tuerta (Magyarhangja: Sági Tímea)
- 2002: Soldados en fortuna - Beata
- 2001: Isabel me la velo - Rosa
- 1999: Me muero por ti - Fefa
- 1996: Guajira - Guajira María
- 1994: Morelia - Juanita
- 1990: Adorable - Mónica